# Desolation Row
Desolation row (tạm dịch "Miền đơn độc") là một ca khúc được viết và hát bởi Bob Dylan năm 1965. Nó được ghi âm vào ngày 4 tháng 8 năm 1965 và được đưa vào làm ca khúc cuối trong album thứ sáu của Dylan, Highway 61 Revisited. Nó được biết đến với độ dài (11:21) và phần lời kỳ lạ mà Dylan thiêu dệt bằng các nhân vật từ lịch sử, viễn tưởng, Kinh thánh và sáng tạo riêng của mình.

## Ghi âm
"Miền đơn độc" là ca khúc đầu tiên được ghi âm trong suốt buổi tối muộn vào ngày 29 tháng 7 năm 1965 với Hervey Brooks chơi bass và Al Kooperon chơi guitar điện. Bản này cuối cùng xuất hiện trong The Bootlef Series Vol. 7: No Direction Home: The Soundtrack. Vào ngày 2 tháng 8, Dylan đã ghi âm hơn năm bản thu "Miền đơn độc".
Bản thu trong album Highway 61 Revisited được ghi âm vào ngay 4 tháng 8 năm 1965 ở Studio Columbia ở New York. Tay bass trụ cột ở Nashville Charlie McCoy tình cờ đang ở New York được nhà sản xuất Bob Johnston mời cùng chơi ứng biến phần guitar acoustic và Russ Savakus chơi bass. Polizzotti tin rằng phần nhiều thành công của ca khúc là sự đóng góp của McCoy: Khi mà phần lời mang tính bao quát của Dylan và giai điệu đầy thôi miên phác họa những bức tranh sơn dầu bao la thì McCoy đánh bóng chúng".

## Biểu diễn
Dylan biểu diễn "Miền đơn độc" lần đầu tại Forest Hills Music Festival tại Queen, New York vào ngày 28 tháng 8 năm 1965, sau vụ chuyển sang chơi nhạc cụ điện gây tranh cãi tại Newport Folk Festival. Nó là một phần màn biểu diễn acoustic của Dylan trước khi chơi cùng ban nhạc sử dụng nhạc cụ điện của ông. Hình ảnh thay thế và đoàn người cưỡi ngựa của các nhân vật lịch sử theo phong cách Kafka được đưa ra với tiếng cười.
Bản thu live được đưa vào MTV Unplugged và Live 1966 của Dylan. Ca khúc vẫn được biểu diễn trong buổi diễn live vào ngày 19 tháng 11 năm 2012.